# 명사 (품사)
명사(名詞), 또는 이름씨는 구체적인 대상이나 추상적인 대상의 이름을 나타내는 품사이다. 조사와 결합할 수 있고 관형어의 꾸밈을 받는다. 그리고 문장에서 형태 변화가 없는 불변어이다. 문장 내에서 주어, 목적어, 보어의 역할을 한다. 
영어의 명사는 라틴어의 이름 혹은 명사를 뜻하는 'nōmen'에서 왔다. 또한 로망스제어의 언어에서 명사(프랑스어의 nom, 스페인어의 nombre 등)는 명사와 이름, 두 가지 뜻을 함께 가지고 있다.

## 분류
다음에서 대표형은 국립국어원(홈페이지)의 표준국어대사전(찾기)에서 대표형으로 제시하고 있는 용어들이다.
| 대표형                             | 동의어                                       | 순 우리말 용어                     |
| ---------------------------------- | -------------------------------------------- | ---------------------------------- |
| 보통 명사(普通名詞)                | 통칭 명사(通稱名詞)                          | 두루이름씨                         |
| 고유 명사(固有名詞)                | 특립 명사(特立名詞), 특별 명사(特別名詞)     | 홀로이름씨, 홀이름씨, 홑이름씨     |
| 자립 명사(自立名詞)                | 실질 명사(實質名詞), 완전 명사(完全名詞)     | 옹근이름씨                         |
| 의존 명사(依存名詞)                | 불완전 명사(不完全名詞), 형식 명사(形式名詞) | 꼴이름씨, 매인이름씨, 안옹근이름씨 |
| * 단위성 의존 명사(單位性依存名詞) | 단위 명사(單位名詞), 명수사(名數詞)          | 셈낱이름씨                         |
| * 서술성 의존 명사(敍述性依存名詞) |                                              |                                    |
| * 주어성 의존 명사(主語性依存名詞) |                                              |                                    |
| 구체 명사(具體名詞)                | 구상 명사(具象名詞)                          | 꼴있는이름씨                       |
| 추상 명사(抽象名詞)                | 무형 명사(無形名詞)                          | 꼴없는이름씨                       |
| 가산 명사(可算名詞)                |                                              |                                    |
| 불가산 명사(不可算名詞)            |                                              |                                    |
| * 물질 명사(物質名詞)              |                                              |                                    |
| * 남성 명사(男性名詞)              |                                              |                                    |
| * 여성 명사(女性名詞)              |                                              |                                    |
| * 중성 명사(中性名詞)              |                                              |                                    |
| * 무정 명사(無情名詞)              |                                              |                                    |
| * 유정 명사(有情名詞)              |                                              |                                    |
| 복합 명사(複合名詞)                | 합성 명사(合成名詞)                          | 거듭이름씨, 겹이름씨               |
| 집합 명사(集合名詞)                | 중다명사(衆多名詞)                           | 모임이름씨, 여럿이름씨             |
| 일반 명사(一般名辭)                | 보통 명사(普通名辭)                          |                                    |
| 유형 명사(有形名詞)                |                                              |                                    |
| 인성 명사(人性名詞)                |                                              |                                    |
| 종합 명사(綜合名詞)                |                                              |                                    |

- 한자표기는 위의 도표 참조

##### 보통 명사/고유명사
보통명사(common nouns)는 일반적인 사물의 이름을 가리킨다.
예) 하늘, 나무, 사랑, 희망 등.
고유명사(Proper nouns)는 특정한 사람이나 사물의 이름을 가리킨다. 대체로 사람 이름, 땅 이름, 천체 이름, 동물 이름, 식물 이름, 배[船] 이름 등에 많이 쓰인다.
예) 안창호(인명), 금강산(지명), 신라(국명), 까마귀(동물명), 물푸레나무(식물명) 등.

##### 자립 명사/의존명사
한국어에서 자립명사는 스스로 뜻을 지니고 있어서 다른 말의 도움 없이 쓰이는 명사를 가리킨다. 보통 명사와 고유 명사 모두가 여기에 해당한다. 보통 영어에서는 사용하지 않는다.
의존명사는 독립성이 없어서 홀로 쓰이지 못하고 다른 말에 기대어 쓰이는 명사를 가리킨다.
예) 중, 뿐, 바, 따름, 이, 데, 것, 줄, 나름, 나위 등.

##### 추상 명사/구체명사
추상명사(abstract nouns)는 추상적 개념을 나타내는 명사를 말한다.
예) 사랑, 희망, 삶
구체명사(Concrete nouns)는 구체적으로 잡을 수 있는 모양을 가진 명사를 말한다.
예) 나무, 돌

##### 가산 명사/불가산 명사
가산명사(Countable nouns)는 셀 수 있는 보통 명사를 말한다.
예) 의자, 코, 나무
불가산 명사(uncountable nouns)는 물질, 재료, 원소 등 셀 수 없는 명사를 말한다. 물질 명사, 추상 명사, 고유 명사 등이 이에 속한다.
예) 정의(正義)(추상명사), 소젖(물질명사), 홍길동(고유명사)

##### 집합 명사
집합명사(Collective non)는 하나 이상의 독립된 개체가 모여있는 명사를 말한다.
예) 사회, 위원회, 가족

## 같이 보기
- 형용사
- 명사절
- 동사
- 대명사
- be 동사